# 劉廌
劉廌（？—1392年），又作劉畾，字士端，明代伯爵，刘伯温之孙，江西右參政刘琏之子。
最初，刘伯温的爵位不能世袭，朱元璋念及刘伯温的功勞，又憐憫刘伯温父子皆為胡惟庸所厄，命增其祿，予世襲。明太祖念在刘璟为刘伯温次子，要封他为诚意伯，刘璟推辞，称刘基还有一孙刘廌，于是刘廌便被封为第二代诚意伯。洪武二十四年三月嗣誠意伯，食祿五百石。明年坐事貶秩歸裏。洪武末，因坐事戍甘肅，尋赦還。
建文帝及永樂帝皆欲用之，以奉親守墓力辭。永樂間過世，子劉法停止承袭。洪武二十四年去世。一說劉廌於永樂某年卒於家。
著有《盤谷集》十卷及《盤谷倡和集》二卷。

## 後人
景泰三年（1452年），上命錄劉基的後人，授劉法曾孫劉祿世襲五經博士。
弘治十三年（1500年），上以給事中吳士偉言，乃命劉祿之孫劉瑜為處州衛指揮使。